# Кайо Алешандре
Кайо Алешандре (порт. Caio Alexandre, нар. 24 лютого 1999, Дукі-ді-Кашіас) — бразильський футболіст, півзахисник клубу «Баїя». Виступав також за клуби «Ботафогу», «Ванкувер Вайткепс» та «Форталеза». Чемпіон Канади.

## Ігрова кар'єра
Кайо Алешандре народився 1999 року в місті Дукі-ді-Кашіас, та є вихованцем юнацької команди футбольного клубу «Ботафогу». З 2020 року розпочав грати за основний склад «Ботафогу», в якому грав до 2021 року, взявши участь у 34 матчах чемпіонату.
У 2021 році Кайо став гравцем канадського клубу Major League Soccer «Ванкувер Вайткепс», у складі якого грав до 2022 року, та став у складі команди чемпіоном Канади.
У 2022 році Кайо Алешандре повернувся на батьківщину до клубу «Форталеза», у складі якого грав до 2024 року. З 2024 року футболіст грає у складі бразильського клубу «Баїя».

## Титули і досягнення
- Чемпіон Канади (1):

«Ванкувер Вайткепс»: 2022